# Pizza carrée
La pizza carrée (en árabe, بِيتْزَا كَارِي bītzā kārī, originalmente del francés, ‘pizza cuadrada’) es un estilo de pizza típico de Argelia, que se suele vender como comida callejera. Como su nombre indica, se caracteriza por tener una forma cuadrada, con una masa gruesa hecha de harina o sémola de trigo. En la receta tradicional, la masa se cubre sencillamente con salsa de tomate, sal y pimienta, mientras que recetas más modernas agregan otros ingredientes como aceitunas negras, pimientos picantes, perejil o anchoas.
La pizza carrée tiene su origen en el grupo étnico pied-noir, que es como se denominó a los europeos cristianos (principalmente españoles, franceses e italianos) que desembarcaron en Argelia durante la colonización francesa. Se desconoce su origen exacto, aunque muy probablemente es influencia de los inmigrantes italianos que se establecen a partir de 1860. Otras preparaciones populares de origen pied-noir son la karantika (que proviene de la ‘calentita’) o la kuka (que proviene de la ‘coca’ catalana).
Si bien la pizza italiana es la preparación más internacionalmente famosa, encontramos panes cubiertos de salsa de tomate (y otros ingredientes) por toda la Cuenca Mediterránea: el pide turco, el laḥm ʿajīn y la sfiha en Siria, el zaʿatar libanés, el regañao aragonés, la coca catalano-valenciana, etc.
La pizza carrée o bitza karí se considera un aperitivo ligero y barato, disponible en puestos callejeros, que se consume a media mañana o por la tarde.